# Runa Schymanski
Runa Schymanski (* 1993 in Bergum bei Göteborg) ist eine deutsch-schwedische Schauspielerin.

## Leben
Runa Schymanski wuchs in Norwegen und Darmstadt auf. Nach dem Abitur im Jahr 2013 an der Bertolt-Brecht-Schule Darmstadt studierte sie von 2014 bis 2015 an der Freien Universität Berlin Sozial- & Kulturanthropologie und Theaterwissenschaft. Danach arbeitete sie als Regieassistentin am Pfefferberg-Theater in Berlin. Von 2017 bis 2021 belegte sie einen Studiengang in Schauspiel an der Musik und Kunst Privatuniversität der Stadt Wien.
Sie lebt heute in Wien.

## Filmografie
- 2020, 2021: SOKO Donau (Fernsehserie, zwei Folgen)
- 2020, 2023: In aller Freundschaft – Die jungen Ärzte (Fernsehserie, drei Folgen)
- 2021: Tatort: Wo ist Mike? (Fernsehreihe)
- 2022: SOKO Wismar (Fernsehserie, Folge Partytime)
- 2022: Der Alte (Fernsehserie, Folge Tod am Kliff)
- 2023: SOKO Linz (Fernsehserie, Folge Rave)
- 2023: Schnell ermittelt (Fernsehserie, Folge Sabine Strobl)
- 2023: SOKO Stuttgart (Fernsehserie, Folge Schwelende Gefahr)

## Theater (Auswahl)
- 2020: Dies Irae – Tag des Zorns (R: Kay Voges, Burgtheater Wien)
- 2021: Tom & Huck (R: Felix Metzner, Theater der Jugend Wien)
- 2021: Gib mir ein F (FTZN-Kollektiv, R: Fritzi Wartenberg, Kosmos Theater Wien)
- 2022: Rote Sonne (R: Christine Gaigg, Volkstheater Wien)
- 2022: Musketiere (R: Calle Fuhr, Volkstheater Wien)
- 2022: Bei aller Liebe (FTZN-Kollektiv, R: Fritzi Wartenberg, Kosmos Theater Wien)
- 2023: Rom – Vorproduktion (R: Luk Perceval, Volkstheater Wien)
- 2023: Lügen über A.L.I.C.E. (Kollektiv minus.eins und Berliner Symphoniker)
- 2023–24: Siri und die Eismeerpiraten (R: Karin Drechsel, Theater der Jugend Wien)
- 2024: Rom (R: Luk Perceval, Volkstheater Wien)

## Synchron
- 2023: Press – BBC-Serie (Staffel 1, Folge 5 "two worlds")